# Tomasellia gelatinosa
Tomasellia gelatinosa är en lavart som först beskrevs av Chevall., och fick sitt nu gällande namn av Alexander Zahlbruckner. Tomasellia gelatinosa ingår i släktet Tomasellia och familjen Naetrocymbaceae.  Arten är reproducerande i Sverige. Inga underarter finns listade i Catalogue of Life.